# Florian Heinke

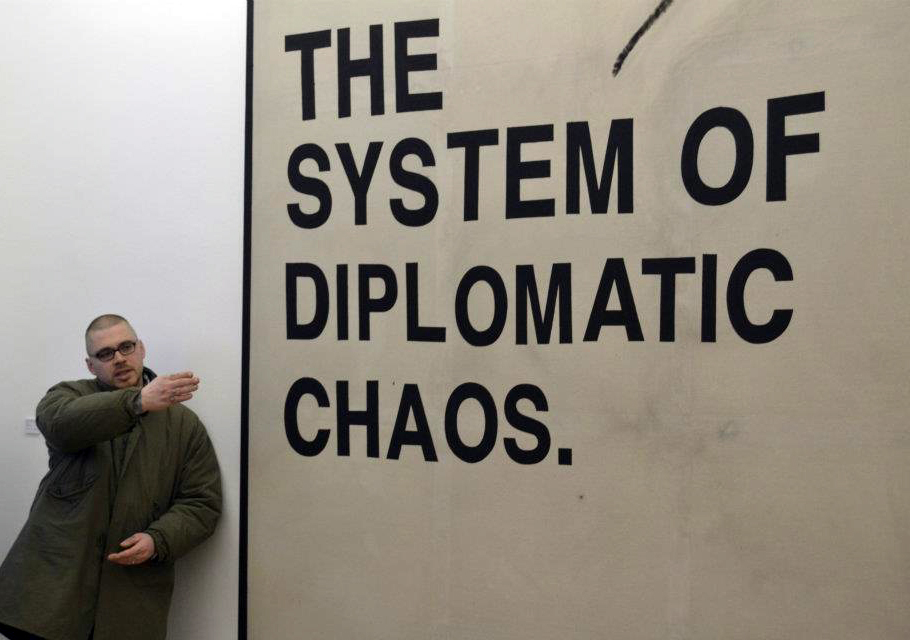
Florian Heinke vor seinem Werk im Nassauischen Kunstverein Wiesbaden e. V.

Florian Heinke (* 1981 in Frankfurt am Main) ist ein deutscher Maler.
Er lebt und arbeitet in Frankfurt am Main.

## Leben
Florian Heinke studierte von 2004 bis 2005 an der Kunsthochschule Mainz bei Friedemann Hahn. Von 2005 bis 2009 führte er sein Studium an der Städelschule in Frankfurt am Main bei Christa Näher in der freien Malerei fort und beendete dies mit dem Meisterschüler. Schon seit Beginn des Studiums initiiert Heinke eigene Ausstellungen mitunter an kunst-untypischen Orten wie z. B. Clubs, Cafés, Antiquariaten oder im öffentlichen Raum, da der Bezug zum alltäglichen Leben in seiner Arbeit stets eine zentrale Rolle spielt.
2010 organisierte und kuratierte er in seiner Heimatstadt die Ausstellung „Love kills. Betting on the Muse.“ mit Arbeiten namhafter Künstler wie u. a.
Thomas Bayrle, André Butzer, Anton Corbijn, Jack Goldstein, Friedemann Hahn, Gregor Hildebrandt, Barbara Klemm, Alicja Kwade, Sandra Mann, Jonathan Meese, Christa Näher, Nam June Paik, Manfred Peckl, Raymond Pettibon, Tobias Rehberger, Anselm Reyle, Gerhard Richter, Marcus Sendlinger, Karsten Thormaehlen, Günther Uecker, Eva Weingärtner und Thomas Zipp.
2008 setzte er, gemeinsam mit Daniel Birnbaum, in Form eines Stolpersteins vor dem Frankfurter Römer der Liebe und ihrer Fragilität ein Denkmal. Seine ehemaligen goldenen Verlobungsringe, ließ er unter einem unmarkierten Pflasterstein, vor den Toren des Standesamtes auf dem Römerberg, vergraben und einzementieren.

## Werk
Heinkes Arbeiten kreisen um die Gesellschaft, um Zwischenmenschliches, um das Du und Ich ebenso wie das Wir und die anderen. Er spürt gegenwärtigen gesellschaftlichen Tendenzen nach und zeigt Bruchstellen im zwischenmenschlichen Miteinander auf – die emotionale Verflachung von Beziehungen, Einsamkeit, die Unfähigkeit sich auszutauschen in einer von Schnelllebigkeit geprägten, globalisierten Welt.
Heinke malt stets in Schwarz und mit Acryl auf industriellem Nessel. Seine Arbeitsweise, die er seit 2006 verfolgt, bezeichnet Heinke als BLACK POP. Angelehnt an die Pop Art zeigt er jedoch nicht den „schönen Schein“ der Konsumwelt, sondern will Gefühle übermitteln. Seine Motive greifen Situationen auf, wie sie aus dem Alltag bekannt sind, und zielen teils auf schockierende, teils provokant, immer aber emotional auf eine Reaktion beim Betrachter. Diese scheinbare Plakativität von Heinkes Bildinszenierungen verführt den Betrachter zum oberflächlichen Konsumieren – und führt ihn vor: Ein schneller Blick, ein bekanntes Motiv, die Darstellung scheint eindeutig und leicht erfasst. Und sitzt damit unreflektiert gängigen Bildmythen auf.

## Stipendien
- Stipendium Sammlung Lenikus Wien, 2008
- Stipendium der Frankfurter Künstlerhilfe e. V., 2009
- Stipendium Kulturamt der Stadt Frankfurt am Main, Artist in Residence-Wien, 2011

## Einzelausstellungen (Auswahl)
- 2019: „LOVECRAFT“, Bernhard Knaus Fine Art, Frankfurt[1]
- 2018: „Paradise overdosed“, Bookrelease & 10 years Black Pop, Frankfurt
- 2017: „In Memoriam-Francesca Lowe“, Old Truman Brewery
- 2017: „Salon der Gegenwart“, Hamburg
- 2017: „Mit Kunst für die Kunst“, Kunsthalle Darmstadt
- 2017: „Über den Umgang mit Menschen, wenn Zuneigung im Spiel ist.“ Sammlung Klein, Kunstmuseum Stuttgart
- 2017: „Expressive gestures“, Galerie Heike Strelow, Frankfurt
- 2017: „Vulgaerimpressionismus“, Kunstverein Noerdlingen
- 2017: „Street Semiotic“, Charlie Smith London
- 2017: „Comic debris“, RAE Lentzke
- 2016: „Alles wird gut“, Charlie Smith London
- 2016: „Black Paintings“, Galerie Heike Strelow, Frankfurt
- 2016: „Doppelgaenger“, Torrance Art Museum, Los Angeles
- 2015: „Black paintings“, Charlie Smith London
- 2015: „Kunsthalle Darmstadt“
- 2015: „But the gods“, Galerie Heike Strelow, Frankfurt
- 2015: „This will not be here tomorrow“, Galerie Heike Strelow, Frankfurt
- 2015: „Goa / Alptraum“, Salon de Lirio, Salcete
- 2015: „Acid on tea“, Galerie Römerapotheke Zürich[2]
- 2012: „Troops would love to die.“, Kunstverein Heppenheim e. V.
- 2012: „Kein Gott und seine Kinder.“, Nassauischer Kunstverein Wiesbaden e. V.[3]
- 2011: „A Beer to spill them into dust.“, Waikato Museum Intraspace Project, Hamilton New Zealand
- 2011: „Black Diamonds.“, Galerie Anita Beckers, VOLTAshow New York[4]
- 2010: „Love kills.“, Commerzbankplaza, Frankfurt am Main[5]
- 2010: „The last curs fight the bricks.“, Galerie Perpetuel, Frankfurt am Main
- 2009: „Apart from heaven.“, Galerie la Brique, Frankfurt am Main
- 2009: „Still my own Idol.“, PSM-Gallery, Berlin[6]
- 2008: „A fast way downstairs.“, Sammlung Lenikus, Wien
- 2008: „Paradise overdosed.“, Galerie Campagne Premiere, Berlin
- 2008: „Pervers durchs Paradies.“, Kunstverein Familie Montez, Frankfurt am Main
- 2007: „No return.“, Ausstellungshalle 1a, Frankfurt am Main

## Gruppenausstellungen (Auswahl)
- 2015: „Acid on tea“, Galerie Römerapotheke, Zürich
- 2014: „The opinion makers“, Londonnewcastle Project Space, London
- 2014: „The Future can wait“, Saatchi´s New Sensations & The Future can wait, Victoria House, London
- 2014: „Cultus Deorum“, Saatchi Gallery, London
- 2014: „Abstraktion Figuration“, Galerie Dr. Jochim, Celle
- 2014: „Im Dschungel“, Kunstverein Familie Montez, Frankfurt
- 2014: „Deltabeben“, Wilhelm-Hack-Museum, Ludwigshafen
- 2014: „Obsessiv, Villa Renata“, Galerie Römerapotheke, Basel
- 2013: „Obscura, Villa Renata“, Galerie Römerapotheke, Basel
- 2013: „Wurzeln weit mehr Aufmerksamkeit widmen“, Museum Lytke, Leipzig
- 2013: „Painting of today!“, Artspace Rhein-Main, Offenbach
- 2013: „System of diplomatic Chaos“, Nassauischer Kunstverein, Wiesbaden
- 2012: „BANG! BANG! Tatort Kunst“, Haus fuer Kunst Uri, Altdorf Schweiz
- 2012: „Gesichtsverlust“, Kunstverein Viernheim
- 2012: „Six flags. Trouble in Paradise“, Beta Pictoris Gallery Raum Zwei, Birmingham Alabama USA (mit Walton Creel, Willie Cole u. a.)
- 2012: „Kampfkunst oder die Schule des Sehens“, Galerie Römerapotheke, Zürich
- 2011: „Saluting the end.“, JAUS, Los Angeles (mit Lewis Baltz, Thomas Draschan, Bea Emsbach, Christine de la Garenne, Nathalie Grenzhaeuser, Sandra Mann, Anny & Sibel Öztürk, Manfred Peckl, Marcus Sendlinger, Johannes Spehr, Karsten Thormaehlen, Eva Weingärtner, Michael Wutz)
- 2011: „100 Million angels singing.“, Jens Fehring Gallery, Frankfurt am Main (mit Thomas Bayrle, Edward Burtynsky, Horatio Cadzco, Christine de la Garenne, Rainer Gross, Ichiro Irie, Sandra Mann)
- 2011: „3 Zähne“, Appartement Thomas Draschan, Wien
- 2011: „Verbrechen und Bild“, Künstlerverein Walkmühle Wiesbaden und Städtische Galerie Villingen-Schwenningen
- 2011: „When poets die.“, Galerie Anita Beckers, Frankfurt am Main
- 2010: „Love kills. Betting on the muse.“, Hanauer Landstr. 136, Frankfurt am Main (mit Thomas Bayrle, Lucie Beppler, André Butzer, Anja Czioska, Anton Corbijn, Axel Geis, Fabian Ginsberg, Jack Goldstein, Özlem Günyol & Mustafa Kunt, Gregor Hildebrandt, Thomas Kilpper, Barbara Klemm, Alicja Kwade, Sandra Mann, Jonathan Meese, Christa Näher, Nam June Paik, Raymond Pettibon,[Tobias Rehberger, Anselm Reyle, Gerhard Richter, Ernst Stark, Amalia Theodorakopoulos, Karsten Thormaehlen, Günther Uecker, Eva Weingärtner, Ekrem Yalcindag, Thomas Zipp u. a.)
- 2009: „Burn your past.“, Loftraum Goldman, Frankfurt am Main
- 2009: „Die Dinge des Lebens.“, Galerie P13, Heidelberg (mit Friedemann Hahn)
- 2009: „Dude, where is my career?“, Portikus / MMK Zollamt, Frankfurt am Main
- 2009: „Lob der Kritik: Ihre Meinung ist uns wichtig!“, Galerie Frühsorge Contemporary Drawings, Berlin
- 2009: „Viel vor. Viel dahinter. 2 Jahre Artsite.tv“, Kunstverein Frankfurt
- 2008: „Simple exploding man“, Artnews Projects, Berlin (mit Øystein Aasan, Saâdane Afif, Dave Cohen, Daniel Jackson, Nathan Peter)
- 2007: „Lachende Zeugen“, Kunstraum Acapulco, Düsseldorf
- 2007: „BIG BOPP“, Akademie für bildende Künste, Mainz
- 2007: „Die Sammlung Rausch.“, Portikus, Frankfurt am Main

## Sammlungen (Auswahl)
- Hort Collection, New York

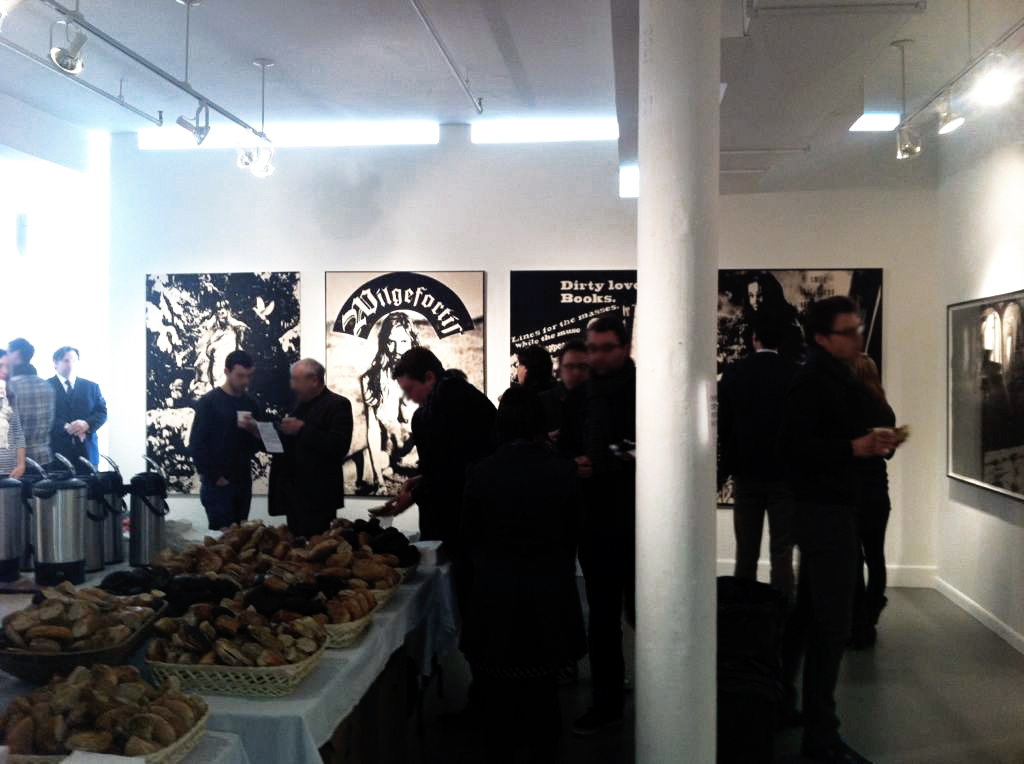
Hort Collection, New York 2012

- Pitrowski-Roenitz Collection, Celle
- MUSA Museum auf Abruf, Wien
- Hessisches Landesmuseum Darmstadt
- SONS Museum
- Carla & Hugo Brown Collection